# Мальта на Чемпіонаті світу з водних видів спорту 2015
Мальта взяла участь у Чемпіонаті світу з водних видів спорту 2015, який пройшов у Казані (Росія) від 24 липня до 9 серпня.

## Плавання
Мальтійські плавці виконали кваліфікаційні нормативи в дисциплінах, які наведено в таблиці (не більш як 2 плавці на одну дисципліну за часом нормативу A, і не більш як 1 плавець на одну дисципліну за часом нормативу B):
Чоловіки
| Спортсмен       | Дисципліна           | Попередній заплив | Попередній заплив | Півфінал        | Півфінал        | Фінал           | Фінал           |
| Спортсмен       | Дисципліна           | Час               | Місце             | Час             | Місце           | Час             | Місце           |
| --------------- | -------------------- | ----------------- | ----------------- | --------------- | --------------- | --------------- | --------------- |
| Ендрю Четкуті   | 50 м вільним стилем  | 23.43             | 46                | Завершив виступ | Завершив виступ | Завершив виступ | Завершив виступ |
| Ендрю Четкуті   | 100 м вільним стилем | 51.35             | 63                | Завершив виступ | Завершив виступ | Завершив виступ | Завершив виступ |
| Джуліан Гардінг | 50 м брасом          | 29.93             | 53                | Завершив виступ | Завершив виступ | Завершив виступ | Завершив виступ |
| Джуліан Гардінг | 100 м брасом         | 1:07.28           | 64                | Завершив виступ | Завершив виступ | Завершив виступ | Завершив виступ |

Жінки
| Спортсменка   | Дисципліна           | Попередній заплив | Попередній заплив | Півфінал         | Півфінал         | Фінал            | Фінал            |
| Спортсменка   | Дисципліна           | Час               | Місце             | Час              | Місце            | Час              | Місце            |
| ------------- | -------------------- | ----------------- | ----------------- | ---------------- | ---------------- | ---------------- | ---------------- |
| Нікола Мускат | 50 м вільним стилем  | 27.10             | 59                | Завершила виступ | Завершила виступ | Завершила виступ | Завершила виступ |
| Нікола Мускат | 100 м вільним стилем | 1:00.07           | 69                | Завершила виступ | Завершила виступ | Завершила виступ | Завершила виступ |
| Амі Мікаллеф  | 50 м брасом          | 34.78             | 52                | Завершила виступ | Завершила виступ | Завершила виступ | Завершила виступ |
| Амі Мікаллеф  | 100 м брасом         | 1:16.02           | 53                | Завершила виступ | Завершила виступ | Завершила виступ | Завершила виступ |